# Trhypochthonius hammerae
Trhypochthonius hammerae är en kvalsterart som beskrevs av Schweizer 1956. Trhypochthonius hammerae ingår i släktet Trhypochthonius och familjen Trhypochthoniidae. Inga underarter finns listade i Catalogue of Life.